# Albert Christoph Dies
Albert Christoph Dies (Hannover, 11 febbraio 1755 – Vienna, 28 dicembre 1822) è stato un pittore, compositore e biografo tedesco.
Grande ammiratore di Franz Joseph Haydn, ha scritto una sua biografia, Biographische Nachrichten von Joseph Haydn (Vienna, 1810), la cui pubblicazione è stata sponsorizzata dagli Esterházy. In questa pubblicazione compaiono per la prima volta molti documenti su Haydn.

## Biografia
Dies nacque ad Hannover (venne battezzato l'11 febbraio 1755) e iniziò i suoi studi nella stessa città.  Studiò per un anno all'accademia di Düsseldorf e poi, a vent'anni d'età e con trenta ducati in tasca, partì alla volta di Roma. Durante il viaggio si fermò a studiare brevemente a Mannheim e Basilea. Nella capitale italiana condusse una vita frugale fino al 1796; suo figlio Johannes (Giovanni) nacque nel 1776. Per mantersi copiava quadri, principalmente di Salvator Rosa (suo pittore preferito) ma il suo gusto personale lo portava anche a dipingere i paesaggi naturali di Tivoli, Albano e altri luoghi pittoreschi intorno alla città dove risiedeva. Per gli stessi motivi visitò più volte anche Napoli, luogo natale di Rosa.
Nel 1787 ricevette una visita di Goethe.  Il poeta, interessato alla teoria del colore, riportò nel suo Zweiter römischer Aufenthalt:
(Johann Wolfgang von Goethe, in Zweiter römischer Aufenthalt)
In questo periodo Dies compose anche della musica. Non ci rimane nulla, tuttavia, della sua produzione musicale, ed è probabile che egli abbia distrutto tutti i suoi spartiti.
Jacques-Louis David, all'epoca impegnato nella composizione del giuramento degli Orazi (1784) a Roma, volle portare Dies a Parigi. Ma egli aveva dei buoni motivi per rifiutare l'offerta: stava infatti corteggiando una giovane romana, che sarebbe diventata sua moglie. Nel frattempo conobbe Volpato, per il quale fece dei disegni. Ciò influenzò indubbiamente il progetto (portato a termine in seguito) di pubblicare, assieme a Jacob Wilhelm Mechau, Johann Christian Reinhart e Johann Friedrich Frauenholz, la cosiddetta Collection de vues pittoresques de l'Italie. Questo lavoro venne stampato in settantadue copie a Norimberga, nel 1799.
Nel 1787 Dies ingerì per sbaglio tre quarti d'oncia di diacetato di piombo. La sua convalescenza fu lunga e non guarì mai completamente.
Sembra che Dies sia scappato a Salisburgo nel maggio del 1796, in compagnia di una giovane ragazza. Si trasferì a Vienna l'anno seguente, e vi sbarcò il lunario raffigurando paesaggi. Si mantenne anche come disegnatore e incisore. Insegnò poi pittura paesaggistica all'accademia Reale e Imperiale e infine divenne gallerista del principe Nicola II Esterházy. Quindi le sue condizioni fisiche peggiorarono, al punto che perse l'uso di una mano.
Entrato in contatto con il compositore viennese Franz Joseph Haydn, del quale era un grande ammiratore, tra il 1805 ed il 1808 frequentò ripetutamente la sua casa per intervistarlo e raccolse una grande quantità di informazioni, che portarono nel 1810 alla pubblicazione della sua biografia, Biographische Nachrichten von Joseph Haydn.
Dies morì a Vienna il 28 dicembre 1822, dopo molti anni di sofferenze croniche.

## Attività di biografo
Dies era un grande ammiratore della musica di Joseph Haydn e decise pertanto di incontrare il compositore e scrivere la sua biografia.  Venne introdotto alla casa del musicista dal suo collega Anton Grassi, che aveva scolpito alcuni busti di Haydn. Nel corso di tre anni (dal 15 aprile 1805 fino all'8 agosto 1808), fece trenta visite alla casa dell'anziano compositore, ormai fragile e sofferente. Nonostante Haydn avesse la vista molto rovinata e facesse fatica a vederlo, Dies fu sempre accolto in casa e poté comunque intervistarlo. Nel 1810, un anno dopo la morte di Haydn, Dies pubblicò una biografia (Biographische Nachrichten von Joseph Haydn), basata su ciò che aveva appreso nel corso degli incontri con il musicista.
Questo lavoro è organizzato secondo la sequenza delle varie visite, trattate e descritte nell'ordine originale, ed è considerata una fonte fondamentale sulla vita del compositore. È la prima a riportare numerosi documenti di Haydn, tra i quali una lista di tutte le sue composizioni del periodo londinese (1791-92 e 1794-95) tratta dal taccuino compilato da Haydn a Londra e andato perduto.
In confronto all'altra importante biografia di Haydn dell'epoca, scritta nello stesso periodo da Georg August Griesinger, quella di Dies è forse meno accurata e appare più abbellita e sentimentale. Vernon Gotwals, traduttore di Dies, nel confrontarlo con Griesinger conclude che:
(Vernon Gotwals)

## Valutazioni e critiche
L'undicesima edizione dell'Encyclopedia Britannica presenta una bassa considerazione dell'operato di Dies, articolando le seguenti critiche:
- [a Roma] divenne pittore ad acquerello e ad olio, ma non riuscì ad acquisire una propria originalità.
- Lord Bristol, che lo incoraggiò nella sua attività di copista, predisse che sarebbe diventato il nuovo Salvator Rosa. Tuttavia Dies non aveva la creatività necessaria per diventare un grande artista.
- Con così tanta carne al fuoco Dies perse, ovviamente, la capacità di concentrarsi.
- Da due disegni, conservati attualmente alla galleria di Schloss Belvedere e da numerose incisioni provenienti da Tivoli, si evince che Dies non fu mai destinato ad essere più che “rispettabilmente mediocre”. Seguì l'esempio di Salvator Rosa nell'imitare lo stile di Claude Lorrain. Ma Salvator riuscì ad adattarlo alla sua concezione, mentre Dies lo copiò semplicemente.

Friedrich Noack, nel suo articolo in Allgemeines Lexicon der bildenden Künstler, descrive il lavoro di Dies come goffo, mediocre e prosaico. Vernon Gotwals aggiunge inoltre che "il suo stile letterario non è molto meglio".

## Galleria d'immagini

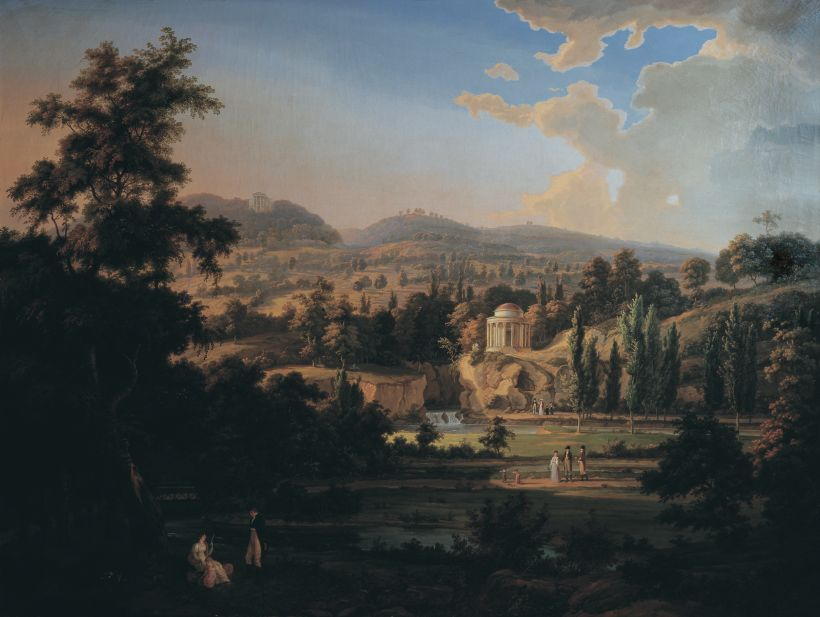
Ansicht des Leopoldinentempels, olio su tela di proprietà della famiglia Esterházy, Burgenland, Austria.
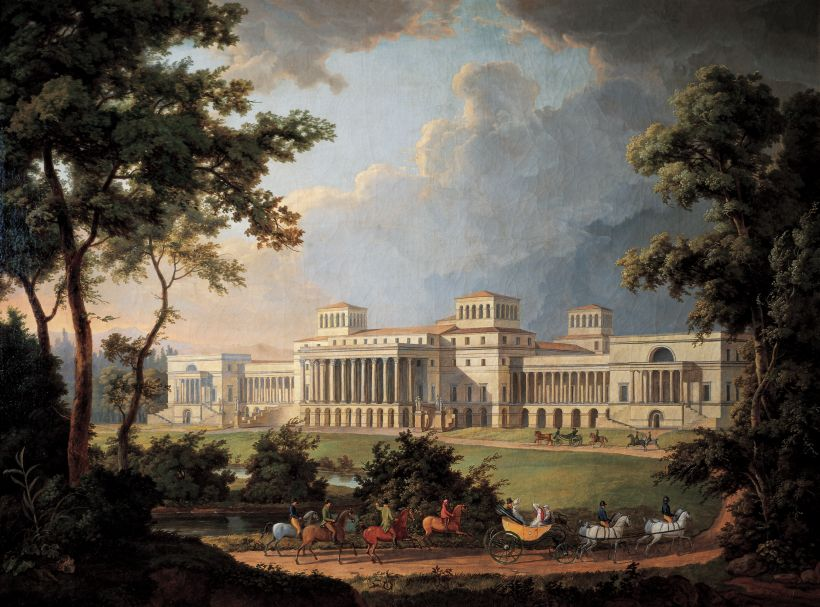
Projektierte Gartenfassade des Schlosses Esterházy (Progetto della facciata del Schloss Belvedere). Olio su tela di proprietà della famiglia Esterházy, Burgenland, Austria.